# 木兰乡 (石城县)
木兰乡，是中华人民共和国江西省赣州市石城县下辖的一个乡镇级行政单位。

## 行政区划
木兰乡下辖以下地区：
木兰社区、木兰村、小琴村、田江村、杨坊村、陈联村、新河村和东坑村。